# Кемесалган
Кемесалган (каз. Кемесалған) — упразднённое село в Кармакшинском районе Кызылординской области Казахстана. Входило в состав Жосалинского сельского округа. Код КАТО — 434630400. Упразднено в 2018 г.

## Население
В 1999 году население села составляло 26 человек (15 мужчин и 11 женщин). По данным переписи 2009 года, в селе проживало 17 человек (11 мужчин и 6 женщин).